# Neuseeländische Faustballnationalmannschaft der Frauen
Die neuseeländische Faustballnationalmannschaft der Frauen ist die von den neuseeländischen Nationaltrainern getroffene Auswahl neuseeländischen Faustballspielerinnen. Sie repräsentieren die New Zealand Fistball Association (NZFA) auf internationaler Ebene bei Veranstaltungen der International Fistball Association.

## Internationale Erfolge
2017 bestritt die neuseeländische Frauennationalmannschaft ihre ersten Länderspiele. 2018 nimmt sie in Österreich an ihrer Weltmeisterschaft teil.
Weltmeisterschaften
- 2018 in  Österreich: 9. Platz (von 11)[1]

Ozeanienmeisterschaften
- 2017 in  Australien: 1. Platz (von 2)
- 2018 in  Neuseeland: 1. Platz (von 2)

## Team

### Kader
Mit diesem Kader nahmen die Neuseeländerinnen an ihrer ersten Weltmeisterschaft 2018 in Österreich teil.
| Nr.     | Name                | Verein                  |         |         |         |         |         |
| Angriff | Angriff             | Angriff                 | Angriff | Angriff | Angriff | Angriff | Angriff |
| ------- | ------------------- | ----------------------- | ------- | ------- | ------- | ------- | ------- |
| 1       | Joanna Hewson       | Fistnation Christchurch |         |         |         |         |         |
| 4       | Melanie Vannoort    | Fistnation Christchurch |         |         |         |         |         |
| 12      | Louise Thayer       |                         |         |         |         |         |         |
| Zuspiel |                     |                         |         |         |         |         |         |
| 3       | Rose Dowall         | Ōtautahi Christchurch   |         |         |         |         |         |
| 10      | Annelise Oosterbaan | Fistnation Christchurch |         |         |         |         |         |
| Abwehr  |                     |                         |         |         |         |         |         |
| 5       | Caitlin Steele      |                         |         |         |         |         |         |
| 6       | Elizabeth Meecham   | Fistmasters Prebbleton  |         |         |         |         |         |
| 9       | Katherine Engel     | Magical FT Winton       |         |         |         |         |         |
| 11      | Georgia Hollebon    |                         |         |         |         |         |         |

### Betreuerstab
| Name             | Funktion          |
| ---------------- | ----------------- |
| Vikki Buston     | Nationaltrainerin |
| Blase Dowall     | Co-Trainer        |
| Birgit Kempinger | Co-Trainerin      |
| Natalie Steele   | Teammanagerin     |
| Logan Steele     | Teammanager       |

## Länderspiele
Aufgeführt sind alle Länderspiele der Neuseeländischen Faustballnationalmannschaft der Frauen.
| Datum         | Ergebnis | Gegner     | Austragungsort | Anlass                           | Bemerkungen      |
| ------------- | -------- | ---------- | -------------- | -------------------------------- | ---------------- |
| 4. Feb. 2017  | 4:1      | Australien | Geelong        | Trans-Tasman Championships 2017  |                  |
| 4. Feb. 2017  | 4:0      | Australien | Geelong        | Trans-Tasman Championships 2017  |                  |
| 4. Feb. 2017  | 4:0      | Australien | Geelong        | Trans-Tasman Championships 2017  |                  |
| 27. Jan. 2018 | 3:0      | Australien | Christchurch   | Trans-Tasman Championships 2018  |                  |
| 27. Jan. 2018 | 3:0      | Australien | Christchurch   | Trans-Tasman Championships 2018  |                  |
| 28. Jan. 2018 | 3:1      | Australien | Christchurch   | Trans-Tasman Championships 2018  |                  |
| 28. Jan. 2018 | 3:2      | Australien | Christchurch   | Trans-Tasman Championships 2018  |                  |
| 28. Jan. 2018 | 3:0      | Australien | Christchurch   | Trans-Tasman Championships 2018  |                  |
| 24. Juli 2018 | 0:2      | Brasilien  | Linz           | Faustball-Weltmeisterschaft 2018 |                  |
| 24. Juli 2018 | 0:2      | Schweiz    | Linz           | Faustball-Weltmeisterschaft 2018 |                  |
| 25. Juli 2018 | 0:2      | Österreich | Linz           | Faustball-Weltmeisterschaft 2018 |                  |
| 25. Juli 2018 | 2:0      | Belgien    | Linz           | Faustball-Weltmeisterschaft 2018 |                  |
| 26. Juli 2018 | 0:3      | Polen      | Linz           | Faustball-Weltmeisterschaft 2018 |                  |
| 27. Juli 2018 | 1:2      | Tschechien | Linz           | Faustball-Weltmeisterschaft 2018 |                  |
| 27. Juli 2018 | 2:0      | Belgien    | Linz           | Faustball-Weltmeisterschaft 2018 |                  |
| 28. Juli 2018 | 3:0      | Tschechien | Linz           | Faustball-Weltmeisterschaft 2018 | Spiel um Platz 9 |